# Quirnheimer Bach
Der Quirnheimer Bach ist ein 2,3 km langer Bach auf der Gemarkung der namensgebenden pfälzischen Ortsgemeinde Quirnheim und ein linker Zufluss des Eisbachs im nordöstlichen Pfälzerwald (Rheinland-Pfalz).

## Verlauf
Der Quirnheimer Bach entspringt auf etwa 305 m ü. NHN am Südrand von Quirnheim neben der Weedegasse (pfälzisch für Weidengasse wegen der am Bach wachsenden Weidenbäume).
Nachdem er von links ein etwa 250 m kurzes Rinnsal und dann von rechts den Quirngraben (500 m) aufgenommen hat, fließt der Quirnheimer Bach weitgehend in südlicher Richtung mit ziemlich starkem Gefälle östlich neben der Kreisstraße 26 her. Etwa nach der Hälfte seines Laufs bildet er die Grenze zwischen der Gemarkung des Hauptortes Quirnheim im Osten und der Wohnbebauung des Ortsteils Boßweiler. Gegen Ende seines Laufs wendet sich der Bach mehr nach Südwesten.
Schließlich mündet er zwischen Ebertsheim und dem Weiler Quirnheim-Tal etwa auf 158 m Höhe von links in den Eisbach. 350 m oberhalb dieser Stelle erreicht den Eisbach von rechts der Seltenbach, 100 m weiter von links der Rodenbach.